# ایمان محمدیان
ایمان محمدیان (متولد شهرستان جویبار) کشتی‌گیر سابق آزادکار ایرانی است مدال طلای وزن ۷۴ کیلوگرم رقابت‌های کشتی آزاد دانشجویان جهان در شهر تورین ایتالیا در سال ۲۰۱۰ کسب کرد و هم اکنون مربی تیم ملی کشتی آزاد ایران است.

## افتخارات
- دارنده مدال طلای دانشجویان جهان در ایتالیا (۲۰۱۰)
- قهرمان اولین دوره جام موحد و حبیبی قائم شهر (۱۳۸۹)
- قهرمان نوجوانان آسیا
- قهرمان جوانان آسیا
- نایب قهرمان جام جهانی تهران ۲۰۰۹
- دارنده مدال طلای جام مدوید بلاروس ۲۰۱۲ (۱۳۹۱ شهریور)
- قهرمان ۸ دوره جام تختی (طلا، نقره، برنز) و پرافتخارترین کشتی‌گیر این جام
- مدال برنز تورنومنت جایزه بزرگ باکو در سال ۲۰۰۸
- مدال برنز جام کیِف اوکراین در سال ۲۰۰۷
- مدال برنز جام باشگاه‌های جهان با تیم کفایتی مشهد در سال ۲۰۱۵
- ایمان محمدیان کشتی‌گیر وزن ۷۴ کیلوگرم تیم شهدای جویبار با شکست صادق گودرزی بهترین کشتی‌گیر تیم ملی ایران در سال ۲۰۱۰ شد.